# Trinidad og Tobago
Trinidad og Tobago er en østat beliggende i det sydlige Caribiske Hav, 11 km fra Venezuelas kyst. Landet består af de to hovedøer, Trinidad og Tobago, og 21 mindre øer.

## Historie
Inden øerne blev opdaget af Christopher Columbus i 1498 var de beboet af caribere og arawaker. Trinidad var spansk koloni fra 1400-tallet indtil øen blev indtaget af briterne i 1797. Under den spanske tid flyttede mange franskmænd til Trinidad. Også franske plantageejere fra de franske kolonier Martinique og Guadeloupe kom til Trinidad, hvor de påbegyndte dyrkningen af sukkerrør, kaffe og kakao. De medbragte afrikanske slaver.
Tobago har været koloni under Spanien, Kurland, Holland, Frankrig og Storbritannien.
Trinidad blev britisk koloni i 1802 og Tobago i 1814. Øerne samledes til én administrativ enhed af briterne i 1890.
Slaveriet blev forbudt i midten af 1800-tallet, hvilket førte til mangel på arbejdskraft i landbruget. Det medførte en indvandring af arbejdskraft fra Indien, Kina og Portugal. I begyndelsen af 1900-tallet kom også indvandrere fra Syrien og Libanon.
I begyndelsen af 1900-tallet begyndte man at udvinde olie på Trinidad og senere også naturgas.
Trinidad og Tobago blev et selvstændigt land i 1962 og blev en republik i 1976.

## Politik
Uddybende artikel: Trinidad og Tobagos politik
Trinidad og Tobago er bl.a. medlem af FN og det britiske Commonwealth.

## Geografi
Uddybende artikel: Trinidad og Tobagos geografi
Klimaet er varmt hele året med en lufttemperatur, som varierer mellem 23 og 32oC. Der findes to årstider; den tørre årstid mellem januar og maj, og regntiden mellem juni og december. Den gennemsnitlige nedbør er 2.000 mm om året. Døgnet har i gennemsnit 11 lyse timer.
Af byer kan nævnes Port-of-Spain, der er hovedstad i republikken, mens Chaguanas er den største efterfulgt af San Fernando, derudover er Scarborough hovedby og den største på øen Tobago.

## Økonomi
Landet har betydelig rigdom fra olie med en af de højeste indkomster per indbygger i Latinamerika.

## Demografi
Etnisk sammensætning: 40 pct. sorte, 40 pct. indere og 14 pct. af blandet herkomst. Religion: 46 pct. kristne, 24 pct. hinduer, 6 pct. muslimer.

## Kultur
Trinidag og Tobago er hjemsted for to nobelpristagere i Litteratur, V.S. Naipaul og Derek Walcott, som er født på St. Lucia, men boede det meste af sit liv på Trinidad. Den kendte rapper og sangerinde Nicki Minaj blev født i Saint James, der er en forstad til hovedstaden Port of Spain.

## Sport
I 2006 deltog Trinidad og Tobago for første gang i en slutrunde i VM i fodbold. De lagde ud med en uafgjort 0-0-kamp mod Sverige. Derefter tabte de 2-0 mod England og 2-0 mod Paraguay, og endte på en sidsteplads i gruppe B.